# Tmarus circinalis
Tmarus circinalis är en spindelart som beskrevs av Song och Jian-yuan Chai 1990. Tmarus circinalis ingår i släktet Tmarus och familjen krabbspindlar. Inga underarter finns listade i Catalogue of Life.